# Mattanjaure
Mattanjaure är en sjö i Storumans kommun i Lappland och ingår i Umeälvens huvudavrinningsområde. Sjön har en area på 0,558 kvadratkilometer och ligger 456,2 meter över havet. Sjön avvattnas av vattendraget Magasjöbäcken.

## Delavrinningsområde
Mattanjaure ingår i det delavrinningsområde (726117-152383) som SMHI kallar för Utloppet av Mattanjaure. Medelhöjden är 495 meter över havet och ytan är 3,32 kvadratkilometer. Räknas de 11 avrinningsområdena uppströms in blir den ackumulerade arean 87,2 kvadratkilometer. Magasjöbäcken som avvattnar avrinningsområdet har biflödesordning 3, vilket innebär att vattnet flödar genom totalt 3 vattendrag innan det når havet efter 316 kilometer. Avrinningsområdet består mestadels av skog (80 procent). Avrinningsområdet har 0,55 kvadratkilometer vattenytor vilket ger det en sjöprocent på 16,5 procent.